# Bruixa curruixa
La Bruixa curruixa és un personatge fictici de l'imaginari del País Valencià, equivalent al de la “Bruja Piruja” de territoris castellans. És una bruixa, lletja i malcarada, que s'utilitzava per espantar els xiquets amb l'amenaça de ser el dinar o el sopar de la bruixa de torn, en aquest cas, la Curruixa.